# Asura bougainvillei
Asura bougainvillei là một loài bướm đêm thuộc phân họ Arctiinae, họ Erebidae.